# اخله (یمن)
 أخله  روستایی از توابع استان عَمران در کشور یمن و در شبه جزیره عربستان واقع می‌باشد. روستای آبادی درناحیهٔ (یریم) ودرپایه کوه (یافع السُفلی) واقع شده‌است.

## وجه تسمیت
وجه تسمیت روستا به نام  أخله  نسبتاً به اخله بن شرحبیل بن الحارث بن زید بن یریم است، ذکر نام این روستا درکتابهای حمیر نیز آمده‌است. همچنین اسماعیل بن احمد بن محمد المخلی نیز به این روستا نسبت می‌دهند.
روستایی است بسیار قدیمی ودارای آثار گوناگونی می‌باشد. 